# Цукор білий

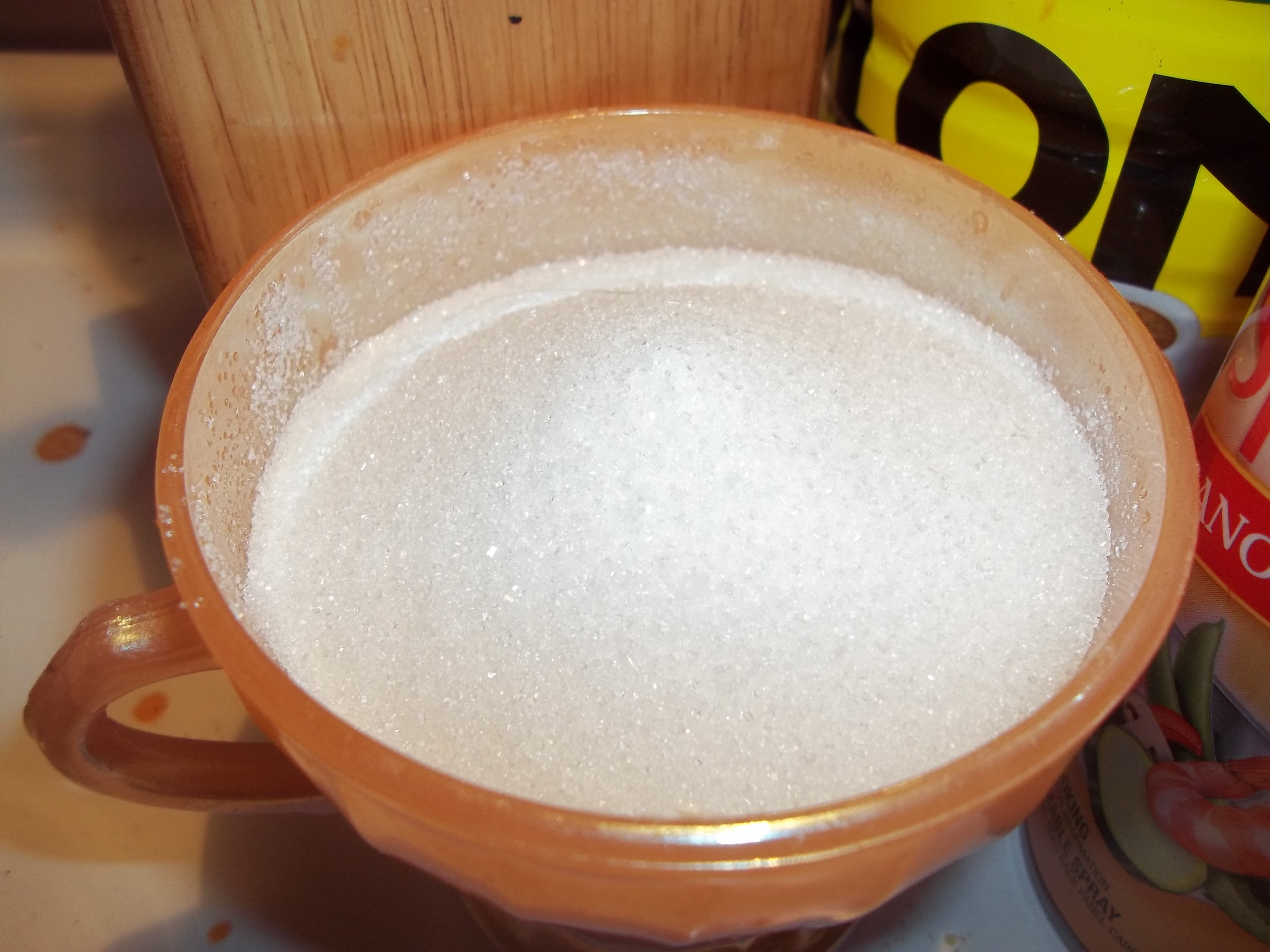
Миска білого цукру.

Цукор білий, а також цукор звичайний, цукор білий кристалічний, столовий цукор, або гранульований цукор — цукор, який зазвичай використовують у Північній Америці та Європі, виготовлений з цукрового буряка або сахарози, який пройшов процес рафінування. Виробники білого цукру (і деякого коричневого цукру), що виробляють його з цукрової тростини, можуть в процесі рафінування використовувати кісткове вугілля. Через це, цукор з цукрової тростини, у окремих випадках, може бути не веганським. Виготовлений з цукрового буряка цукор ніколи не обробляється кістковим вугіллям і є веганським.

## Опис
Рафінування повністю видаляє патоку і робить білий цукор фактично чистою сахарозою (з чистотою вище 99,7 %), молекулярна формула якої — C12H22O11. Таким чином, не можна відрізнити цукор хімічного походження від цукру природного походження (з цукрової тростини або буряка): проте можна визначити його походження за допомогою аналізу вуглецю-13 (подібно до радіовуглецевого датування, що використовується в археології).
З хімічної та харчової точки зору, білий цукор не містить, порівняно з коричневим цукром, деяких мінералів (таких як кальцій, калій, залізо та магній), присутніх у патоці, навіть не дивлячись на те, що кількість таких корисних речовин у коричневому цукрі не є суттєвою. Єдиною помітною відмінністю є те, що білий цукор має менш інтенсивний аромат.